# Корецька районна рада
Корецька райо́нна ра́да — колишня районна рада Корецького району Рівненської області. Адміністративний центр — місто Корець.

## Склад ради
Загальний склад ради: 34 депутати.

### Голови районної ради (з 2006 року)
| ПІБ                          | Основні відомості | Дата обрання | Дата звільнення |
| ---------------------------- | --- | ------------ | --------------- |
| Коваленко Аліна Митрофанівна | Голова районної ради, 1965 року народження, ВО «Батьківщина» | 26.03.2006   | 16.11.2010      |
| Скородько Любов Яківна       | Голова районної ради, 1959 року народження, освіта вища, член «Партії регіонів» | 16.11.2010   | 22.02.2014      |
| Михальська Марія Михайлівна  | Голова районної ради | 22.02.2014   | 19.11.2015      |
| Хоменчук Ігор Федорович      | Голова районної ради, депутат Корецької районної ради IV-VII скликань. 1967 року народження, освіта вища. Член національної спілки журналістів України. Член політичної партії "Блок Петра Порошенка "Солідарність"". | 19.11.2015   | 25.05.2020      |
|                              | |              |                 |

Примітка: таблиця складена за даними джерела